# Isoentomon setigerum
Isoentomon setigerum är en urinsektsart som först beskrevs av Bruno Condé 1949.  Isoentomon setigerum ingår i släktet Isoentomon och familjen trakétrevfotingar. Inga underarter finns listade i Catalogue of Life.